# Monja Art
Pour les articles homonymes, voir Art.
Monja Art, née le 8 janvier 1984 à Vienne, est une réalisatrice, scénariste, productrice, monteuse et actrice autrichienne. 

## Filmographie
| année | film                               | réalisatrice | scénariste | productrice | monteuse | actrice | notes                      |
| ----- | ---------------------------------- | ------------ | ---------- | ----------- | -------- | ------- | -------------------------- |
| 2005  | Anemonis                           | Oui          | Oui        | Oui         | Oui      |         | long métrage               |
| 2006  | Welcome to My Prison               | Oui          | Oui        | Oui         | Oui      | Oui     | court métrage              |
| 2006  | In the Night of the Morning        |              |            | Oui         |          |         | court métrage              |
| 2006  | Ein Achterl und ein bisschen Liebe |              | Oui        | Oui         |          |         | court métrage              |
| 2006  | Behind the Colours of the Night    | Oui          | Oui        | Oui         | Oui      |         | court métrage              |
| 2009  | Rimini                             |              |            |             |          | Oui     | long métrage               |
| 2009  | Rot                                | Oui          | Oui        | Oui         | Oui      |         | court métrage              |
| 2009  | Mohnkugeln                         | Oui          | Oui        | Oui         | Oui      |         | court métrage documentaire |
| 2012  | Juli                               | Oui          | Oui        | Oui         |          |         | court métrage              |
| 2013  | Forever Not Alone                  | Oui          |            | Oui         | Oui      |         | documentaire               |
| 2017  | Siebzehn (Seventeen)               | Oui          | Oui        |             | Oui      |         | long métrage               |